# You See Me Crying
Singles de Aerosmith
Sweet Emotion
(1975) Last Child
(1976)
You See Me Crying est une ballade écrite par Steven Tyler. Elle clôt Toys in the Attic et sera le troisième single issu de cet album. Le single n'entrera pas dans les charts US.
Un orchestre de cordes, conduit par Michael Mainieri sera utilisé pour ce titre.

## Composition du groupe pour l'enregistrement
- Steven Tyler : chant.
- Joe Perry : guitares, chœurs.
- Brad Whitford : guitare.
- Tom Hamilton : guitare basse.
- Joey Kramer : batterie,percussions.